# Huh Mi-mi
Huh Mi-mi (허미미?; Tokyo, 19 dicembre 2002) è una judoka sudcoreana.

## Biografia

### Carriera sportiva
Nata a Tokyo, in Giappone, da padre sudcoreano e madre giapponese, ha vinto le prime medaglie internazionali ai XXXI Giochi mondiali universitari estivi di Chengdu, in Cina, con l'oro nei 57 chilogrammi ed il bronzo nella gara a squadre femminili.
Dopo aver chiuso al quinto posto i campionati mondiali di Tashkent 2022 e di Doha 2023, vince l'oro iridato ad Abu Dhabi 2024 battendo in finale la canadese Christa Deguchi.
Il 29 luglio dello stesso anno partecipa ai Giochi olimpici di Parigi 2024 dove sconfigge in semifinale l'ex campionessa olimpica e due volte campionessa mondiale Rafaela Silva ed in finale trova nuovamente Deguchi che la sconfigge solo in seguito alla terza penalità per falso attacco ricevuta da Huh.
Cinque giorni dopo vince anche il bronzo nella gara a squadre miste vincendo l'incontro degli ottavi di finale contro la turca Tuğçe Beder e quello nella sfida per la medaglia contro la tedesca Pauline Starke. 

## Palmarès
- Giochi olimpici

Parigi 2024: argento nei 57 kg, bronzo nella gara a squadre miste.
- Mondiali

Abu Dhabi 2024: oro nei 57 kg.
Budapest 2025: argento nella gara a squadre.
- Campionati asiatici

Hong Kong 2024: argento nei 57 kg.
- Giochi mondiali universitari

Chengdu 2021: oro nei 57 kg, bronzo nella gara a squadre.